# Los Verdes
Konfederacja Zielonych lub Zieloni (hiszp. Confederación de los Verdes lub Los Verdes) – hiszpańska koalicja zielonych lewicowych partii politycznych. Należała do Europejskiej Partii Zielonych.
Ugrupowanie powstało w 1984 jako partia polityczna, przekształcona następnie w konfederację zielonych ugrupowań z różnych regionów Hiszpanii. Los Verdes współpracowała z różnymi ugrupowaniami w wyborach krajowych i europejskich, pewne sukcesy przyniosły jej starty z 2004 z list PSOE, dzięki czemu przez jedną kadencję była reprezentowana przez pojedynczych posłów w krajowym parlamencie, a także posiadała swojego reprezentanta w Parlamencie Europejskim. W 2014 faktycznie zaprzestała działalności jako samodzielne ugrupowanie.